# Wolność myśli
Wolność myśli – jedna z podstawowych wolności człowieka, obejmująca wolność jednostki do swobodnego myślenia.
Wolność myśli jest rzadko wymieniana lub analizowana samodzielnie. Łączy się ją z innymi podstawowymi wolnościami, najczęściej z wolnościami religijnymi (wolnością sumienia i wyznania) oraz wolnościami związanymi z ekspresją (wolnością do posiadania własnych przekonań, wolnością słowa, prasy).

## Historia idei
W szerokim sensie, problem wolności myśli, jako brak ograniczeń nakładanych przez społeczeństwo na działalność mentalną jednostki i brak sankcji za nieprawomyślność, pojawia się już od czasów starożytności. W tym sensie, można śledzić jaki był jej zakres w różnych okresach i które społeczeństwa posiadały ją w wyższym stopniu.

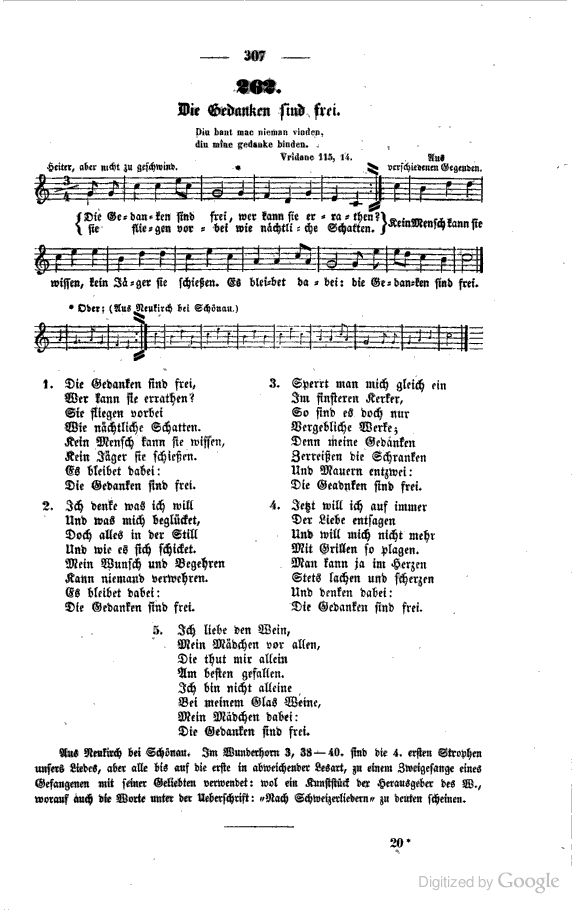
Die Gedanken sind frei (Myśli są wolne): niemiecka piosenka ludowa z XVIII w. wychwalająca wolność myśli. Tu w wydaniu z 1842.

Najczęściej jednak pojęcie to oznacza pewną osobistą wolność jednostki pozwalającą jej na swobodne myślenie, łączoną z wolnościami ekspresji lub wolnościami religijnymi. Pojęcie ukształtowało się we wczesnej nowożytności, kiedy pojawili się filozofowie, którzy ją postulowali, rozwinęło się w oświeceniu, a z czasem trafiło również do aktów konstytucyjnych i prawa międzynarodowego. Filozofem, który bezpośrednio podjął problem wolności myśli był Baruch Spinoza, który rozumiał ją jako wolność filozofowania (w tym: działalności naukowej) i łączył ją z tolerancją, wolnością od ingerencji władzy świeckiej i religijnej. W swoim Traktacie teologiczno-politycznym (1670) argumentował, że wolność ta powinna być podstawą wolnego państwa. Taka koncepcja wolności myśli, jako podstawy wolności badawczej i warunku oświeconego, dobrze urządzonego państwa była szeroko upowszechniona w oświeceniu, a jej najbardziej dojrzałą postać wyraził Wilhelm von Humboldt w pracy Ideen zu einen Versuch die Grenzen der Wirksamkeit des Staates zu bestimen (1792).
Wczesnonowożytni zwolennicy wolności myśli widzieli zagrożenia w ingerencji władz państwowych, religijnych, jak i naciskowi ludu. Nazywano ich wolnomyślicielami i libertynami, i traktowano ich jako osoby podważające istniejący porządek społeczny. W późniejszym okresie (w XVIII w.) znaczenie tych terminów ewoluowało. Wolnomyślicielami zaczęto nazywać ludzi sprzeciwiających się jakimkolwiek dogmatom myślowym, podkreślającym samodzielne myślenie i racjonalizm światopoglądowy, a w szczególności krytycznych wobec zinstytucjonalizowanej religii. Z kolei libertynizm zaczął oznaczać w większym stopniu cynizm, swobodę obyczajową i seksualną.
Wolność myśli stała się częścią dyskursu związanego z fundamentalnymi prawami podmiotowymi. Jej koncepcja była rozwijana przez filozofów liberalnych. Wolność myśli pełni ważną rolę we wpływowej pracy Johna Stuarta Milla O wolności (1859), gdzie określana jest jako sfera „wolności myśli i uczucia, absolutnej swobody opinii i osądu” jako należącą do sfery wewnętrznej świadomości, która dotyczy bezpośrednio tylko jego samego i społeczeństwo nie może w nią wkraczać .
Stała się jedną z podstawowych wolności jednostki, włączanych w deklaracje polityczne, konstytucje i akty prawa międzynarodowego. W aktach tych zaczęto traktować wolność myśli łącznie, wraz z wolnościami sumienia i religii  albo też z wolnościami słowa i prasy. Jest też najczęściej analizowana z nimi łącznie, nie stanowiąc osobnej podstawy w skargach o naruszenie praw konstytucyjnych czy praw człowieka. Utrata znaczenia samodzielnie traktowanej „wolności słowa” wynika z trudności w stwierdzeniu, w jaki sposób państwo czy inne podmioty miałyby ingerować w sferę wewnętrznych myśli jednostki. W 1942 r. Sąd Najwyższy Stanów Zjednoczonych wyraził tę wątpliwość w następujący sposób: „Wolność myśli jest absolutna z samej swojej natury. Najbardziej tyrański z rządów jest bezsilny w kwestii kontroli wnętrza umysłu”. Samodzielne deklarowanie wolności myśli jako wolności prawnie chronionej nie ma więc znaczenia praktycznego, i wolność ta przejawia się łącznie, albo z wolnościami religijnymi, albo ekspresyjnymi. Przykładem orzeczenia, w którym podkreślono wolność myśli był wyrok Europejskiego Trybunału Praw Człowieka w sprawie Minosa Kokkinakisa, w którym ETPC odróżnił dopuszczalną ewangelizację religijną od „niestosownego prozelityzmu”, stosującego psychomanipulację i naruszającego w ten sposób m.in. wolność myśli.
Współczesny rozwój neuronauk (oraz uwagi zgłaszane przez neuroetyków) sugerują, że rozwój naszej wiedzy o działaniu umysłu i nowe możliwości manipulowania procesami myślowymi z zewnątrz mogą prowadzić do zredefiniowania wolności myśli jako wolności od takich ingerencji .

## Prawo
Wolność myśli jest gwarantowana przez następujące deklaracje i akty prawa międzynarodowego :
- art. 18 Powszechnej deklaracji praw człowieka: „Każda osoba ma prawo do wolności myśli, sumienia i religii”
- art. 18 Międzynarodowego paktu praw obywatelskich i politycznych: „Każdy ma prawo do wolności myśli, sumienia i wyznania”;
- art. 9 Europejskiej konwencji praw człowieka: „Każdy ma prawo do wolności myśli, sumienia i wyznania”;
- art. 13 Amerykańskiej konwencji praw człowieka: „Każdy ma prawo do wolności myśli i wypowiedzi”;
- zasada VII Dekalogu Aktu końcowego KBWE: „Poszanowanie praw człowieka i podstawowych wolności, włączając w to wolność myśli, sumienia, religii i przekonań.”
- sekcja 2b Kanadyjskiej karty praw i swobód „wolność myśli, przekonań i wyrażania poglądów włączając w to wolność prasy i innych środków przekazu”

Wolność myśli jest gwarantowana w licznych konstytucjach: Armenii, Azerbejdżanu, Bangladeszu, Białorusi, Bhutanu, Bośni i Hercegowiny, Brazylii (wolność wyrażania myśli), Chorwacji, Czech, Erytrei, Gambii, Ghany, Grecji (wolność wyrażania i rozpowszechniania myśli), Gruzji, Gwinei, Indii, Islandii (wolność wyrażania myśli), Iraku, Jamajki, Demokratycznej Republiki Kongo, Konga, Kostaryki (wolność komunikacji myśli) Japonii, Kenii, Kiribati, Lesotho, Liberii, Litwy, Łotwy, Mauretanii, Mongolii, Nigerii, Nikaragui, Nowej Gwinei, Peru (wolność rozpowszechniania myśli), Południowej Afryki, Saint Lucia, Serbii, Sierra Leone, Słowacji, Sri Lanki, Szwecji (wolność wyrażania myśli), Turcji, Ukrainy, Węgier, Wysp Marshalla.
Konstytucyjne deklaracje wolności myśli nie zawsze znajdują odzwierciedlenie w rzeczywistości i wobec wielu z tych państw zgłaszane są zastrzeżenia co do naruszania wolności myśli.

## Inne
- Od 1988 Parlament Europejski przyznaje Nagrodę im. Sacharowa za wolność myśli, w uznaniu walki na rzecz praw człowieka i podstawowych wolności.
- Międzynarodowa Unia Humanistyczna i Etyczna publikuje corocznie raport wolności słowa (The Freedom of Thought Report), w którym klasyfikuje poszczególne państwa pod kątem poszanowania podstawowych praw jednostek, wolności ekspresji, poziomu edukacji, przymusu religijnego, dyskryminacji[18].